# Getto w Czachulcu Nowym
Getto w Czachulcu Nowym, Getto w Kowalach Pańskich, Getto Czachulec (niem. Juden-Kolonie Czachulec, pot. Heidemühle) – wiejskie getto żydowskie utworzone podczas II wojny światowej na terenie ówczesnych gmin Kowale Pańskie i Malanów. Siedziba władz getta znajdowała się w Czachulcu Nowym.

## Historia

### Powstanie getta
Getto obejmowało 16 miejscowości wokół Kowali Pańskich. Z terenu, który miał stać się gettem wysiedlono wcześniej polskich rolników, zapewniono ich jednak o tym, że niedługo będą mogli powrócić do swoich wsi, umożliwiano im również obrabianie pól znajdujących się na terenie getta. Getto objęło wsie Młodzianów, Czachulec Nowy, Miłaczewskie Młyny, Chuby, Nowy Świat, Bielawki, Józefina, Niedźwiady, Leśnictwo, Dzierzbotki, Dzierzbotki-Cegielnia, Pacht i część Marcjanowa oraz przysiółki Karolew, Borki, Rudunek oraz Kolonia Marcjanów B.  
Według Danuty Dąbrowskiej powierzchnia getta wynosiła 1711 hektarów. Prawdopodobnie obszar obejmował jednak nie mniej niż 25 kilometrów kwadratowych, prawdopodobnie mogło być to nawet 31 lub 35 kilometrów kwadratowych. Granice getta wyznaczone były przez drewniane słupy wkopane co kilkadziesiąt metrów, słupy te pomalowane były na biało. 

### Funkcjonowanie getta
Pierwsi Żydzi trafili do getta 1 października 1941 roku, w dniu święta Jom Kipur. 20 października 1941 roku do getta deportowano 3700 Żydów z Kreis Turek. Do getta wiejskiego trafili w większości Żydzi z gett w: Turku, Dobrej, Władysławowie, Pęczniewie, Tuliszkowie, Uniejowie i Brudzewie. Żydów z Turku i Dobrej zmuszono do udania się na miejsce pieszo w kolumnach pilnowanych przez SS-manów, bogatsi Żydzi mogli wynająć dla siebie miejsce w furmankach lub ciężarówkach. W getcie panowały ciężkie warunki, Żydzi zmuszeni byli do mieszkania w stodołach, oborach kurnikach lub koczowania na polach, gdyż zabrakło dla nich miejsca. Więźniowie getta zmuszeni byli do pracy na roli oraz przy budowie i naprawie dróg. W getcie szerzyły się choroby, w tym tyfus, którego epidemia na początku 1942 roku pochłonęła kilkadziesiąt ofiar. Cmentarz znajdował się w okolicach Młodzianowa, pojedyncze mogiły znajdowały się także w okolicznych lasach.
Przewodniczącym Judenratu był Herszel Zimnawoda, a jego zastępcami Haim Leib Eliasz i Mordechaj Bukowski. W getcie funkcjonowała także policja żydowska, której dowódcą był Mordechaj Strykowski, a w jej skład wchodziło 20 funkcjonariuszy. Teren getta był także patrolowany przez konne patrole policji niemieckiej. Na terenie getta, w zabudowaniach odebranych Józefowi Więczowi w Dzierzbotkach, mieściło się więzienie zorganizowane przez policję żydowską. Magazyn żywności znajdował się w Kowalach-Cegielni, a jej rozdziałem zajmował się Moris Francus, dzienna racja żywnościowa w getcie wynosiła mniej niż 600 kcal. W celu pozyskania jedzenia Żydzi prowadzili potajemny handel z okolicznymi rolnikami, dożywiali się także resztkami pozostawionymi przez rolników na polach.
W getcie mogło przebywać od 3000 do 6000 Żydów, według relacji Dawida Jakubowicza było ich 4250, a Danuta Dąbrowska podaje liczbę 4 tysięcy.
W październiku 1941 roku władze powiatu nakazały Judenratowi przygotować listę wszystkich dzieci poniżej 13 i starców powyżej 65 roku życia. Po konsultacjach z czterema rabinami przebywającymi w getcie zdecydowano o przygotowaniu listy, przewodniczący Judenratu zmieniał jednak daty urodzin niektórych więźniów getta, by dzieci podać jako starsze, a starców jako młodszych. 8 grudnia 1941 roku funkcjonariusze SS, policji, Deutsche Arbeitsfrontu i NSDAP wkroczyli do getta, zbierając wszystkich więźniów na terenie wsi Bielawki, gdzie dokonano selekcji 1100 osób na podstawie ich wyglądu. Funkcjonariuszom policji żydowskiej udało się ukryć niektóre dzieci, pozostali Żydzi wybrani w selekcji zostali wysłani do Dobrej, gdzie przetrzymywano ich kilka dni przed transportem do obozu zagłady w Chełmnie nad Nerem.
Do końca 1941 roku Żydom zakazano opuszczać getto pod groźbą kary śmierci. Wiosną lub latem 1942 roku dokonano publicznej egzekucji 10 Żydów oskarżonych o unikanie pracy, egzekucja ta doprowadziła do znacznego pogorszenia się nastrojów w getcie oraz fali samobójstw (m.in. poprzez skakanie do studni).
W dniach 21–23 maja 1942 roku (podczas święta Szawuot) 200 mężczyzn z getta deportowano do obozów pracy w okolicach Poznania. Kolejna grupa 100 osób została deportowana 20 czerwca. Żydów z getta transportowano także na roboty przymusowe do Koła i Opatówka. Więźniowie getta w Czachulcu pracowali m.in. w Garaszewie i Krzesinach.

### Likwidacja getta
Akcję likwidacyjną getta przeprowadzono w lipcu 1942 roku. 89 wykwalifikowanych robotników zostało odesłanych do getta łódzkiego. 20 lipca na miejscu zamordowano osoby uznane za nienadające się do deportacji, w tym część członków policji żydowskiej oraz chorych, starców i dzieci. Następnie pozostałych 1660 Żydów przetransportowano do obozu zagłady w Chełmnie nad Nerem, gdzie zostali zamordowani. Punkt zborny zorganizowano przy szkole w Dzierzbotkach-Cegielni. 
Do końca lipca na terenie dawnego getta pozostawało komando, którego zadaniem było uprzątnięcie terenu i zebranie pozostawionego mienia. Część mienia żydowskiego została skonfiskowane przez Niemców, następnie na dawny teren getta zezwolono powrócić Polakom, którzy rozgrabili resztę.